# Pseudostylochus ostreophagus
Pseudostylochus ostreophagus är en plattmaskart. Pseudostylochus ostreophagus ingår i släktet Pseudostylochus och familjen Callioplanidae. Inga underarter finns listade i Catalogue of Life.